# Robert Stephani
Robert Stephani, także Robert Stefani (ur. 1824/1828, zm. 1 kwietnia 1901 w Zawierciu) – niemiecki przemysłowiec, przedsiębiorca.

## Życiorys
Syn Karola. Żonaty z Klarą Weis, z którą miał córkę Helenę (ur. 1874) i syna Roberta. Był administratorem majątku Poręba Mrzygłodzka, na terenie którego znajdowały się pokłady węgla. W 1880 roku za 21 000 rubli nabył dobra Górki-Stany, do których prawa odstąpił rok później. 17 lutego 1890 roku od Szymona Pfefera nabył część Wysokiej Lelowskiej. Był właścicielem kopalni „Ludwika” w Rokitnie Szlacheckim, a także administratorem kopalni „Katarzyna” w Porębie i dyrektorem Towarzystwa Górniczego, Odlewów Żelaznych, Emaliowanych, Warsztatów Mechanicznych i Kopalń Węgla w Porębie (tzw. fabryka „Poręba”). W 1898 roku przeprowadził się do Zawiercia i rozpoczął budowę domu przy ulicy Kościelnej. Rok później wygrał przetarg na budowę rzeźni miejskiej. 1 kwietnia 1901 roku o godzinie 17:00 został zamordowany we własnym domu przez Andrzeja Wójcika i Józefa Starżaka przy użyciu kilofa i cegieł, zaś w nocy jego ciało zostało utopione w stawie TAZ. Zwłoki zostały odnalezione 2 kwietnia po południu przez wędkarzy. Stephani został pochowany 6 kwietnia na cmentarzu ewangelickim w Porębie.

## Upamiętnienie
Przed 1916 rokiem jego nazwiskiem nazwano jedną z ulic w Zawierciu (obecnie ul. Stefania).